# 钱象祖

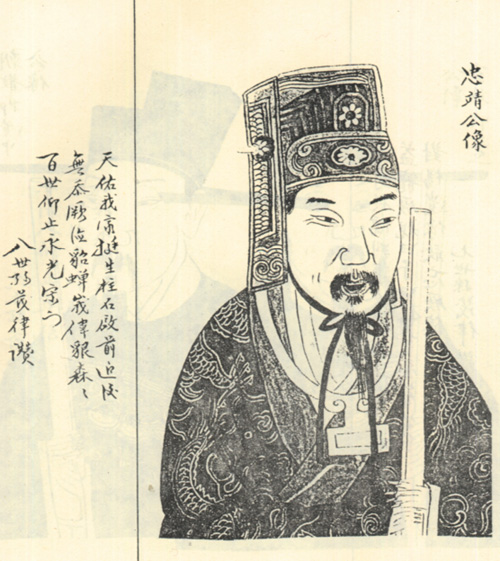
錢象祖

钱象祖（1145年—1211年），字伯同，台州人，南宋官員。

## 生平
以祖钱端礼恩泽补官，歷官太府寺主簿丞、刑部郎官。开禧元年（1205年），除参知政事兼同知枢密院事。二年（1206年）三月罢参知政事，为资政殿学士。贬知信州。开禧三年（1207年）四月，入朝担任参知政事。与史弥远谋诛韩侂胄，将其首送往金朝。嘉定元年（1208年），签订嘉定和议。嘉定二年(1209年)，拜左丞相，不久罢官归乡。嘉定四年（1211年）閏二月以疾卒。

## 家族
六世祖钱惟演。祖钱端礼。